# آرثر زيك
آرثر زيك (16 يونيو 1894 - 13 سبتمبر 1951) كان فنانًا بولنديًا يهوديًا عمل في المقام الأول كرسام كتب وفنان سياسي طوال حياته المهنية. وُلِد آرثر زيك لعائلة يهودية من الطبقة المتوسطة المزدهرة في وودج، في الجزء البولندي الذي كان تحت الحكم الروسي في القرن التاسع عشر. اعتبر زيك نفسه بفخر أنه يهودي بولندي مثقف. من عام 1921، عاش وأنشأ أعماله بشكل رئيسي في فرنسا وبولندا، وفي عام 1937 انتقل إلى المملكة المتحدة. في عام 1940، استقر بشكل دائم في الولايات المتحدة، حيث حصل على الجنسية الأمريكية عام 1948.
أصبح آرثر زيك فنانًا شهيرًا ورسامًا للكتب منذ فترة ما بين الحربين العالميتين. عُرضت أعماله ونشرت ليس في بولندا فقط، بل أيضًا في فرنسا والمملكة المتحدة والولايات المتحدة. ومع ذلك، اكتسب شعبية واسعة في الولايات المتحدة في المقام الأول من خلال رسومه الكاريكاتورية السياسية، والتي، بعد اندلاع الحرب العالمية الثانية، هاجمت سياسات وشخصيات قادة دول المحور. بعد الحرب، كرس نفسه أيضًا للقضايا السياسية الصهيونية، وخاصة دعم إنشاء دولة إسرائيل.
يتميز عمل زيك في محتواه المادي بالالتزام الاجتماعي والسياسي، وفي جانبه الشكلي برفضه للحداثة واحتضان تقاليد الرسم في العصور الوسطى وعصر النهضة، وخاصة المخطوطات المذهبة من تلك الفترات.
اليوم، زيك معروف وتعرض أعماله فقط في بلده المضيف الأخير، الولايات المتحدة.

## الخلفية وفترة شبابه
آرثر زيك، ابن سليمان زيك وزوجته يوجينيا ولد في وودج، في بولندا المحتلة من قبل روسيا، في 16 يونيو 1894. كان سليمان زيك مديرًا لمصنع نسيج، شغل وظيفته بهدوء حتى يونيو 1905، عندما، خلال ما يسمى بتمرد وودج، ألقى أحد عماله بالحمض في وجهه، ما أدى إلى إصابته بالعمى بشكل دائم.
أظهر زيك موهبة فنية عندما كان طفلًا. عندما كان في السادسة من عمره، ورد أنه رسم رسومات لثورة الملاكمين في الصين. أحب آرثر أيضًا رسم المشاهد التوراتية من الكتاب المقدس العبري. دفعت هذه الاهتمامات والمواهب والده، بناءً على نصيحة معلمي زيك، إلى إرساله إلى باريس للدراسة في أكاديمية جوليان، مدرسة استوديو مشهورة بين الطلاب الفرنسيين والأجانب. في باريس، تعرّف زيك على كل الاتجاهات الفنية الحديثة. ومع ذلك، قرر أن يتبع طريقته الخاصة، والتي تلتزم بشكل وثيق بالتقاليد. كما انجذب بشكل خاص إلى فن تذهيب المخطوطات في العصور الوسطى، ما أثر بشكل كبير على أعماله اللاحقة. أثناء دراسته في باريس، بقي زيك منخرطًا بشكل وثيق في الحياة الاجتماعية والمدنية في وودج. خلال الأعوام 1912 - 1914 أنتج الفنان المراهق العديد من الأعمال والرسوم الكاريكاتورية حول موضوعات سياسية معاصرة نُشرت في مجلة وودج الساخرة أوميش («ضحك»).
بعد أربع سنوات في فرنسا، عاد زيك إلى بولندا في عام 1913 وواصل دراسته في صف تيودور أكسنتوفيتش في أكاديمية يان ماتيكو للفنون الجميلة في كراكوف، التي كانت تحت الحكم النمساوي في ذلك الوقت. لم يحضر المحاضرات والدروس فحسب، بل شارك أيضًا بنشاط في الحياة الثقافية في كراكوف. صمم مجموعات المسرح والأزياء لحانة بي با با في وودج. كما تعمقت المشاركة السياسية والوطنية للفنان خلال تلك الفترة – اعتبر زيك نفسه وطنيًا بولنديًا ولكنه كان أيضًا فخورًا بكونه يهوديًا وكان غالبًا يعارض معاداة السامية في أعماله. في بداية عام 1914، انطلق زيك مع فنانين وكتاب يهود بولنديين آخرين في رحلة إلى فلسطين، نظمتها الجمعية الثقافية اليهودية هازامير. هناك لاحظ جهود المستوطنين اليهود الذين يعملون لصالح الدولة اليهودية المستقبلية.
توقفت الزيارة بسبب اندلاع الحرب العالمية الأولى، واضطر زيك، الذي كان من رعايا روسيا، إلى مغادرة فلسطين، التي كانت جزءًا من الإمبراطورية العثمانية في ذلك الوقت، والعودة إلى وطنه في أغسطس 1914. جُند في الجيش الروسي وقاتل في معركة وودج في نوفمبر 1914، لكنه تمكن في بداية عام 1915 من الهروب من الجيش وقضى بقية الحرب في مسقط رأسه. كما استغل الوقت الذي كان يقضيه في الجيش الروسي في رسم الجنود الروس ونشر هذه الرسومات كبطاقات بريدية في نفس العام (1915). في 14 سبتمبر 1916، تزوج آرثر زيك من جوليا ليكرمان. وُلد ابنهما جورج في العام التالي وابنتهما الكسندرا في عام 1922.

## بين الحروب

### في الجمهورية البولندية الثانية
بعد أن استعادت بولندا استقلالها في عام 1918، طور زيك نشاطه الفني بالكامل، وجمعه مع المشاركة السياسية. في عام 1919، متأثرًا بأحداث الثورة الألمانية في 1918 - 1919، نشر، مع الشاعر جوليان تويم، كتابه الأول من الرسوم التوضيحية السياسية: (الثورة في ألمانيا)، والذي كان ساخرًا من الألمان، الذين يحتاجون إلى موافقة القيصر والجيش حتى لبدء ثورة. في نفس العام، اضطر زيك إلى المشاركة في الحرب مرة أخرى – خلال الحرب البولندية السوفيتية (1919 - 1920)، حيث خدم كضابط في سلاح الفرسان البولندي وكمدير فني لقسم الدعاية في الجيش البولندي في وودج.